# Saul Marantz
Saul Bernard Marantz (11 de julio de 1911-17 de enero de 1997) fue un músico, inventor e ingeniero estadounidense que fundó la empresa fabricante de equipos de audio Marantz en 1948.

## Biografía
Marantz nació en Brooklyn en 1911. Después de dejar el servicio militar tras la Segunda Guerra Mundial, comenzó  a modificar y mejorar equipos de audio por su cuenta, afición a la que había llegado a través de su pasión por la música. Tras instalarse en el barrio de Kew Gardens, en los alrededores de la ciudad de Nueva York, tuvo la idea de sacar el autorradio de su automóvil Mercury, y lo instaló dentro de su casa, para lo que necesitó construir algunos componentes. Tras cuatro años de trabajo, tuvo lista su "Audio Consolette", un preamplificador de alta calidad. Coincidiendo con la guerra de formatos que se inició en 1949 entre el LP de Columbia y el disco sencillo de RCA, la "Consolette" de Marantz permitía reproducir hasta 36 curvas de ecualización distintas, ajustándose a las características de cada fabricante de discos.
Construida inicialmente para sí mismo, la "Consolette" comenzó hacerse popular entre sus conocidos, que muy pronto comenzaron a pedirle a Marantz que les construyera una igual. Estas solicitudes le animaron en 1952 a fabricar de forma casera 100 unidades de su "Consolette", vendidas al precio de 153 dólares cada una. Un año después, ya había vendido 400, lo que le llevó a fundar en 1953 la compañía que lleva su nombre, Marantz. Su primer producto, el preamplificador Model 1, costaba 150 dólares, y era una versión industrializada de la "Consolette". Poco después se uniría a la firma el ingeniero Sidney Smith, que compartía con Marantz su obsesión por obtener la máxima calidad de sus productos, como el Model 2, un amplificador de 40 vatios de potencia. El Modelo 5 de 1958 ya era capaz de reproducir sonido estereofónico.
La empresa continuó mejorando la calidad del sonido y la potencia de sus sucesivos amplificadores, y a partir de 1961 comenzó a lanzar los prestigiosos amplificadores con receptor de radio incorporado. Sin embargo, la creciente competencia de las empresas electrónicas japonesas hizo que Marantz se situase al borde de la quiebra en 1964, siendo absorbida por la firma estadounidense Superscope, que trasladó el negocio desde Nueva York a California. En 1966, los productos de la compañía comenzaron a fabricarse en Japón, y dos años después, en 1968, Saul Marantz se retiró de la presidencia de la compañía.
Marantz falleció en Somerville (Nueva Jersey) en 1997 a los 85 años de edad, poco después de que la firma que fundara hubiera lanzado réplicas modernizadas de algunos de sus primeros modelos.